# Record (réseau de télévision)
Record, anciennement appelée Rede Record ou RecordTV (stylisé RECORD), est un réseau de télévision brésilien. Il est fondé par Paulo Machado de Carvalho le 27 septembre 1953.
Depuis 2010, elle devient le cinquième réseau de télévision du monde en chiffre d'affaires, derrière ABC, Rede Globo, CBS et NBC.

## Historique
Créé en 1953, ce réseau est devenu populaire durant les années 1960 grâce à la diffusion des festivals de musique, mais il a connu un certain déclin avec l'arrivée d'autres concurrents comme TV Globo.[réf. nécessaire]
Avec la légère croissance de son nouveau véhicule[Quoi ?] médiatique, Paulo Machado de Carvalho s'est associé à son beau-frère João Batista do Amaral pour créer un partenariat entre Record São Paulo et TV Rio de Rio de Janeiro (alors chaîne 13 de Rio de Janeiro), créant la Rede Unidas de Televisão (ou encore Rede das Emissoras Unidas). Avec la création du nouveau réseau, un « lien » a été construit entre les villes de Rio de Janeiro et São Paulo, ce qui a permis la connexion via un signal UHF entre Record et TV Rio. Ce Record diffusait le Grand Prix « Brésilien » de Turf, directement du Jockey Club de Rio de Janeiro. Le lien entre les deux diffuseurs a également permis des échanges de productions entre les deux. Grâce à cela, Emisoras Unidas gagnerait des affiliés et des retransmetteurs dans tout le Brésil sous la direction du siège des TVs Rio et Record.[réf. nécessaire]
La chaîne est entrée dans les années 60 en diffusant de manière pionnière l'inauguration de la nouvelle capitale fédérale Brasilia, devenant ainsi la seule chaîne de télévision en dehors de la nouvelle ville à diffuser l'événement, qui comprenait des interviews de plusieurs hommes politiques brésiliens de l'époque, dont le puis président Juscelino Kubitschek. Cependant, le siège de la chaîne à Moema a subi un incendie en mai 1960, obligeant Rede Unidas à montrer davantage d'attractions de la cogénératrice TV Rio pendant que Record se rétablissait. Il s'agit du premier d'une série de six incendies auxquels sera confrontée la chaîne familiale Machado de Carvalho, le plus grave survenant en juillet 1966, où plusieurs rouleaux de cassettes des archives de la station furent perdus. Malgré les temps difficiles, la station a réussi à acquérir un grand prestige en diffusant plusieurs attractions tout au long des années 1960, en mettant l'accent sur des programmes musicaux tels que O Fino da Bossa et les classiques festivals de música popular brasileira où plusieurs artistes renommés tels que Gilberto Gil, Caetano Veloso, Chico Buarque, Elis Regina, entre autres, se sont produits au milieu de la forte dictature militaire dans le pays.
En 1989, Edir Macedo Bezerra et l’Église universelle du royaume de Dieu deviennent propriétaires du réseau après un achat de 45 millions de dollars ,. La légalité de ce rachat a été jugée douteuse par la justice, qui a cependant clôturée son enquête en 2019, le délai de prescription étant arrivée à son terme.
Le 24 novembre 2016, le réseau est renommé RecordTV. Ce changement s'accompagne d'un nouveau logo qui abandonne les trois couleurs caractéristiques bleue, rouge et verte.
Le 6 novembre 2023, le réseau est renommé Record. Ce changement s'accompagne d'un nouveau logo qui abandonne le format précédent des trois bandes utilisé depuis 2010 et a rendu les trois bandes plus petites.
Record est la deuxième chaine de télévision du Brésil en termes d'audience après TV Globo. Outre Record, le groupe Record possède un réseau de radios, 4 portails internet et un journal (Correo do Povo, qui représente le neuvième tirage du pays). Il possède en outre 75 % du capital de la banque Renner et une centaine d'entreprises.
Après le début de la présidence de Jair Bolsonaro, le groupe Record est devenu le principal bénéficiaire des investissements de l’État fédéral dans la publicité, alors que ces budgets étaient jusqu'alors répartis en fonction de l'audience. Alors qu'elle recevait, en 2017, 26,6 % du budget de l’État dans la publicité, elle en a obtenu 42,6 % en 2019, pour une audience moyenne de 13, 1 %.

## Influences politique et religieuse
Les représentants de l’Église universelle du royaume de Dieu interviennent quotidiennement sur Record, notamment après la diffusion de reportages consacrés à des faits divers dramatiques, invitant les téléspectateurs à prier en méditant sur le drame qui vient de leur être présenté. En outre, l'Église universelle du royaume de Dieu dispose de l'intégralité de la programmation tôt le matin et tard dans la nuit. Ce traitement de faveur n'est cependant pas gratuit : entre 2010 et 2020, quelque 2,3 milliards de reais ont été transférés de l’Église évangélique à Record, ce qui représenterait 30 % des revenus de la chaine.
Après avoir longtemps dirigé Record, Marcos Pereira est devenu ministre de l'Industrie au sein du gouvernement du président par intérim Michel Temer, puis, après les élections générales de 2018, député du Parti républicain brésilien (PRB) et vice-président de la Chambre des députés. De nombreux élus de ce parti conservateur ont travaillé pour Record.
Le groupe Record s'est massivement investi dans le soutien au candidat d’extrême droite Jair Bolsonaro lors de l'élection présidentielle de 2018.

## Identité visuelle

Logo de Rede Record entre 2007 et 2012.
Logo de Rede Record de 2012 à 2016.
Logo de RecordTV depuis novembre 2016.

## Activités

### Record Internacional
Record Internacional est une chaîne de télévision internationale retransmise à travers le monde.

## Programmation
- RebeldeS
- Jornal da Record
- Woody Woodpecker

### Realitys Shows
- A Fazenda
- La Grande Conquête
- Power Couple Brasil

### Ilha Record
Ilha Record est une émission de téléréalité brésilienne diffusée depuis 2016 sur L'émission mettait en scène des candidats vivant ensemble sur une île déserte et s'affrontant dans des défis extrêmes pour éviter l'exil et poursuivre leur recherche d'un trésor perdu et du prix de 500 000 reais.
| # | Direction       | Présentation | Vainqueur                      | Vainqueur  | Favoris du public | Favoris du public |
| - | --------------- | ------------ | ------------------------------ | ---------- | ----------------- | ----------------- |
| 1 | Rodrigo Carelli | Sabrina Sato |                                | Any Borges |                   | Mirella Santos    |
| 2 | Rodrigo Carelli | Mariana Rios | Drapeau de l'État de São Paulo | Nakagima   |                   | Solange Gomes     |

## Critiques
Un rapport des ONG ANDI et Intervozes, réalisé en partenariat avec le parquet fédéral brésilien, établit que le programme phare de la chaine, « Cidade Alerta », consacré aux faits divers criminels, détient le record des violations du droit : non-respect de la présomption d’innocence et des décisions judiciaires, exposition des mineurs, incitation au crime, discours de haine et préjugés, violation du droit au silence, torture psychologique, etc.
Selon l'anthropologue Olívia Bandeira : « Leur discours, c’est toujours : “Un bon bandit est un bandit mort.” Ils ignorent systématiquement les violences policières et appuient les interventions musclées. »